# 대한민국 민법 제646조
대한민국 민법 제618조는 임대차의 의의에 대한 민법조문이다.

## 조문
제646조(임차인의 부속물매수청구권) ① 건물 기타 공작물의 임차인이 그 사용의 편익을 위하여 임대인의 동의를 얻어 이에 부속한 물건이 있는 때에는 임대차의 종료시에 임대인에 대하여 그 부속물의 매수를 청구할 수 있다.
②임대인으로부터 매수한 부속물에 대하여도 전항과 같다.

第618條(賃貸借의 意義) 賃貸借는 當事者 一方이 相對方에게 目的物을 使用, 收益하게 할 것을 約定하고 相對方이 이에 對하여 借賃을 支給할 것을 約定함으로써 그 效力이 생긴다.

## 참고 문헌
- 김서기. (2013). 민법 제646조 임차인의 부속물매수청구권의 임의규정화 제안. 홍익법학, 14(1), 267-285.
- 최봉경. "민법 제626조의 강행규정화 제안에 관한 소고." 저스티스 -.128 (2012): 181-201.

## 같이 보기
- 임대차